# Kasakhstans håndboldforbund
Kasakhstans håndboldforbund er det kasakhiske håndboldforbund. Forbundets hovedkvarter ligger i landets hovedstad Almaty. Forbundet er medlem af det asiatiske håndboldforbund, Asian Handball Federation (AHF) og det internationale håndboldforbund, International Handball Federation (IHF). Forbundet har ansvaret for herrelandsholdet og damelandsholdet.